# George Ovadiah
George Ovadiah (eigentlich Gorji Obadiah; geboren 1925 im Irak; gestorben 1996) ist ein israelischer Filmregisseur.
Ovadiah arbeitete als Regisseur zwischen 1949 und 1969 im Iran, wohin er aus seinem Geburtsland geflüchtet war. In seiner neuen Heimat wurde er einer der bekanntesten Vertreter der Bourekas, nach einem Gericht (dem Börek nicht nur sprachlich nah verwandt) benannte Filme mit der Hintergrund der aschkenasischen Juden. Darunter waren in Ovadiahs Fall viele vom türkischen Kino beeinflusste Melodramen. 1984 drehte er seinen letzten Film.

## Filmografie (Auswahl)
- 1953: Bipanah
- 1973: Bull Buster (Koreyim li shmil)
- 1979: Der Weg nach oben (Na'arat ha-parvarim)
- 1984: Freddy's Tante (Ha-doda mi'Argentina)